# Salobbi
Salobbi (Salóbi in noneso) è una frazione del comune di Novella in provincia autonoma di Trento.

## Storia
La citazione più antica dell'abitato di Salobbi risale a un documento del 1276.
Salobbi è stato frazione del comune di Brez fino al 1º gennaio 2020, data in cui è stato istituito il nuovo comune di Novella in seguito alla fusione dei comuni di Brez, Cagnò, Cloz, Revò e Romallo.

## Monumenti e luoghi d'interesse

### Architetture religiose
- Chiesa dei Santi Andrea ed Egidio, citata nei documenti a partire dal 1515, data di consacrazione dell'altare.[6]